# Ipecac Recordings
Ipecac Recordings est un label indépendant américain, basé à Orinda, en Californie.

## Histoire
Le label est fondé en 1999 par Mike Patton et Greg Werckman. Initialement créé uniquement pour accueillir les albums du groupe Fantômas, ce groupe a rapidement été rejoint par les Melvins, puis par de nombreux artistes de styles divers, essentiellement de metal et de musique électronique. Le point commun des artistes hébergés par Ipecac est de se situer en marge de la production musicale « classique ». Le nom du label est directement inspiré d'un médicament vomitif du même nom. Le slogan est « Ipecac Recordings—Making People Sick Since 1999 » Ipecac possède aussi des bureaux à New York, Londres et Sydney.

## Politique interne
Ipecac se distingue de la plupart des labels (labels indépendants inclus) par sa politique consistant à ne signer avec les groupes que des contrats portant sur un seul album. Werckman affirme que « lorsque nous avons créé notre label, nous avons décidé qu'il n'était pas bon de « posséder » les artistes de notre label. Au lieu de cela, nous louions les disques des artistes que nous aimions ou leur accordions des licences ». « Les avocats ou les hommes d'affaires nous traitent de crétins parce que nous ne concluons des contrats que pour un seul disque », se moque Werckman. « Ils nous disent : 'Vous n'êtes pas vraiment quelque chose, alors'. Eh bien, nous aimons notre catalogue. Nous aimons les disques que nous sortons. Nos groupes ne se précipitent pas. Notre travail ne consiste pas à posséder un artiste. Nous sommes là pour diffuser l'art que les gens créent ». Le manque de financement général et promotionnel, associés à des coûts de distribution très faibles, permettent de percevoir des redevances substantielles. « Tous les six mois, j'envoie à ces gens des chèques de paiement », explique Werckman. « C'est formidable. C'est comme ça que ça devrait se passer. Même les groupes qui ont beaucoup de succès sont stupéfaits lorsqu'ils reçoivent des chèques de notre part ».

## Groupes et artistes
- Alain Johannes
- Beak
- Bohren and der Club of Gore
- Book of Knots
- Circus Devils
- Dälek
- Dead Cross
- The Desert Sessions
- Dub Trio
- End
- Ennio Morricone
- Eyvind Kang
- Faith No More
- Fantômas
- Farmers Market
- Flat Earth Society
- General Patton / The X-Ecutioners (projet parallèle de Mike Patton et The X-Ecutioners)
- Ghostigital
- Goon Moon
- Guapo
- Hella
- Human Impact
- Imani Coppola
- Isis
- Kaada
- Maldoror
- Martina Topley-Bird
- Melvins
- Melvins / Lustmord
- Messer Chups
- Moistboyz
- Mondo Generator
- Mouse on Mars
- Mr. Bungle
- Mugison
- Northern State
- Orthrelm
- Otto Von Schirach
- Palms
- Peeping Tom
- Phantomsmasher
- Pink Anvil
- Qui
- Retox
- Ruins
- Sensational
- Skeleton Key
- Steroid Maximus
- Tētēma
- The Book of Knots
- The Curse of the Golden Vampire
- The Kids of Widney High
- The Locust
- The Lucky Stars
- The Tango Saloon
- The Young Gods
- Tomahawk
- Trevor Dunn's Trio Convulsant
- Unsane
- Venomous Concept
- Vincent and Mr. Green
- Yasmine Hamdan
- Yoshimi and Yuka